# Serwus Madonna
Serwus Madonna – druga solowa płyta piosenkarza i aktora, Janusza Radka. Znajduje się na niej piętnaście piosenek, których większość pochodzi z repertuaru artystów Piwnicy pod Baranami, m.in. Ewy Demarczyk.
Płyta stanowi studyjny zapis spektaklu muzycznego Ja wódkę za wódką (tytuł zaczerpnięto z wiersza „Grande valse brillante”). W perspektywie wydania płyty tytuł projektu trzeba było zmienić – zdecydowano się na zwrot pochodzący z piosenki „Moja madonna”.

## Lista utworów
1. „Barany” (muzyka: Andrzej Nowak, tekst: Wiesław Dymny)
2. „Ballada o cudownych narodzinach Bolesława Krzywoustego” (muzyka: Andrzej Zarycki, tekst: Gall Anonim)
3. „Groszki i róże” (muzyka: Zygmunt Konieczny, tekst: Juliusz Antoni Kasper, Henryk Rostworowski)
4. „Moja madonna” (muzyka: Andrzej Nowak, tekst: Wiesław Dymny)
5. „Naga dziewczyna” (muzyka: Andrzej Nowak, tekst: Wiesław Dymny)
6. „Grande valse brillante” (muzyka: Zygmunt Konieczny, tekst: Julian Tuwim)
7. „Tomaszów” (muzyka: Zygmunt Konieczny, tekst: Julian Tuwim)
8. „Skrzypek Hercowicz” (muzyka: Andrzej Zarycki, tekst: Osip Mandelsztam, przekład: Wiktor Woroszylski)
9. „Sur le pont d'Avignon” (muzyka: Andrzej Zarycki, tekst: Krzysztof Kamil Baczyński)
10. „Jak kania dżdżu” (muzyka: Jan Kanty Pawluśkiewicz, tekst: Leszek Aleksander Moczulski)
11. „Panna Śnieżna” (muzyka: Andrzej Zarycki, tekst: Andrzej Biełyj, przekład: Jerzy Zagórski)
12. „Wiersze wojenne” (muzyka: Zygmunt Konieczny, tekst: Krzysztof Kamil Baczyński)
13. „Nie widzę ciebie w mych marzeniach” (muzyka: Andrzej i Jacek Zielińscy, tekst: Leszek Aleksander Moczulski)
14. „Sonet XLiX” (muzyka: Piotr Walewski, tekst: William Shakespeare, przekład: Jerzy Sito)
15. „Pieśń Puka” (muzyka: Leszek Możdżer, tekst: William Shakespeare, przekład: K.I.Gałczyński)

## Wykonawcy
- Janusz Radek – śpiew
- Marcin Sanakiewicz – fortepian
- Jacek Tarkowski – fortepian
- Tomasz Góra – skrzypce
- Józef Michalik – kontrabas
- Sławomir Berny – perkusja, instrumenty perkusyjne
- Łukasz Targosz – gitary elektryczne, akustyczne oraz E Bow

## Pozycje na listach
| Lista | Kraj   | Pozycja |
| ----- | ------ | ------- |
| OLiS  | Polska | 10      |